# Juan Pérez de Montalbán

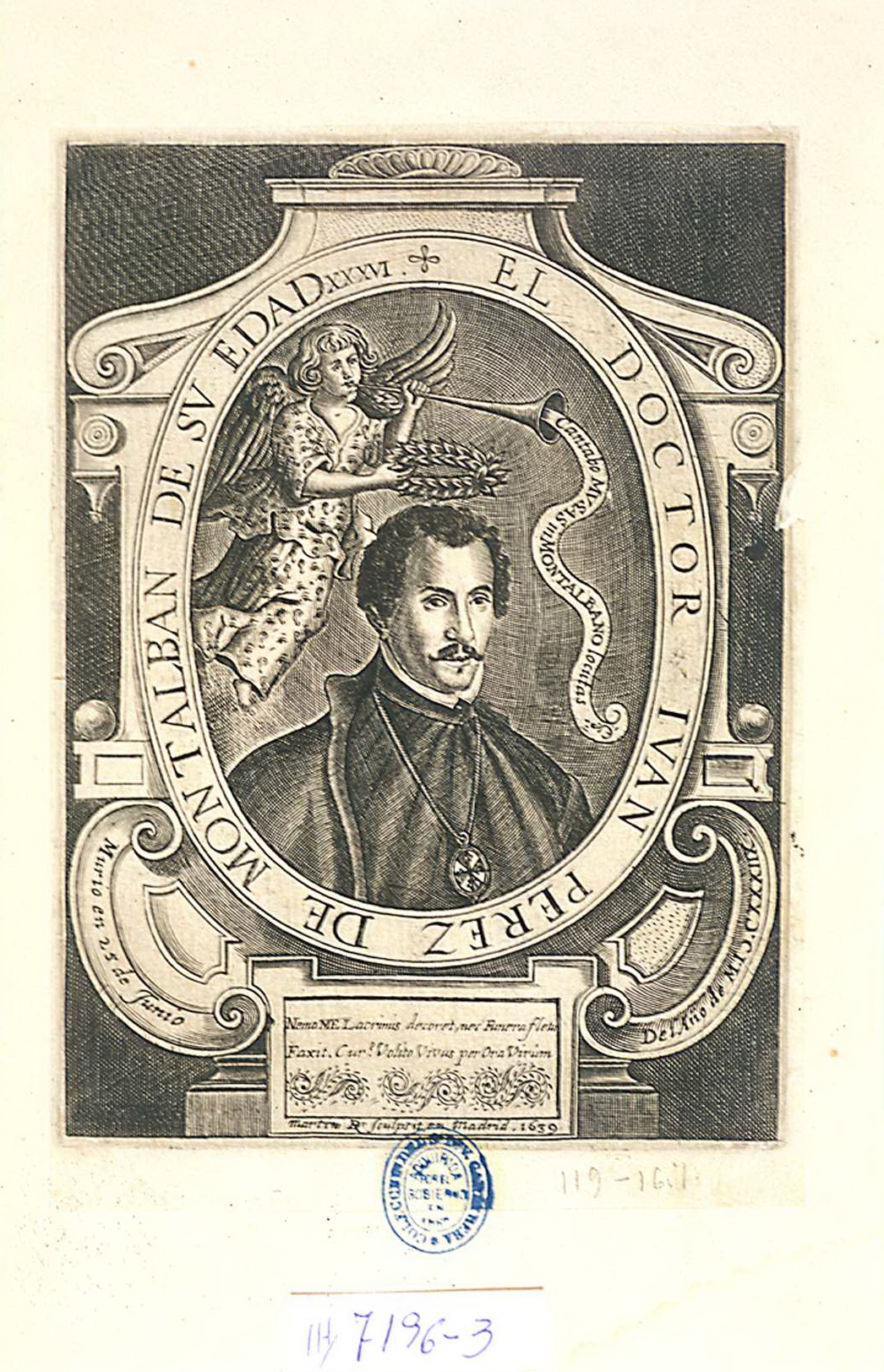
Juan Perez de Montalban, 1639

Juan Pérez de Montalbán, född 1602, död 25 juni 1638, var en spansk teolog och författare.
Montalbán var beundrare av Lope de Vega, samarbetade med honom, skrev en panegyrik över denne, Fama póstuma (1636), samt författade ett 60-tal egna comedias i Lope de Vegas stil vilka på sin tid väckte mycket bifall. Montalbán skrev även Ocho novelas, Paras todos ("För alla", en slags encyklopedi). Därtill sju dramer, bland vilka märks Los amantes de Teruel och No hay vida como la honra ("Hederns bättre") och tre noveller.